# Catia Werneck
Catia Werneck (* 1962 in Rio de Janeiro) ist eine brasilianische Popjazz- und Bossasängerin. Sie ist zunächst auch als Catia, Catia Constantin bzw. Catia Carvalho aufgetreten.

## Leben und Wirken
Werneck stammt aus einer Musikerfamilie, in der ausschließlich Jazz und Samba gehört wurde. Sie lernte im Alter von vier Jahren zu singen und mit 16 Jahren hatte sie erste Studiotermine. Daneben lernte sie Klavier ab dem Alter von zehn Jahren und übte dann brasilianische Perkussion. Gemeinsam mit ihrem Bruder Carlos erhielt sie 1980 den ersten Preis beim nationalen Rio-Festival der Universidade Federal do Rio de Janeiro. Auf der Hochschule erwarb sie einen Abschluss als Geschichtslehrerin.
Mit 23 Jahren konnte sie erstmals auf eine internationale Tournee mit anderen Sängern wie Marku Ribas und Maria Alcina gehen. Dann arbeitete sie für einen Monat in der Broadway-Revue Black Scandals und dann in Paris, wo sie auch im Duo mit Sarah Vaughan sang. Kurz darauf wurde sie für eine dreimonatige Amerika-Tournee (Brazil Tropical) engagiert, auf der sie George Benson und Rachelle Ferrell traf. Dann beschloss sie, sich in Frankreich niederzulassen, wo sie ab 1990 mit der Gruppe Boto novos tempos arbeitete und auf den Festivals von Nizza und Montreux konzertierte. Dann trat sie mit Touré Kunda, Patrick Bruel, Chico Buarque und Gilbert Bécaud auf. Als Songwriterin und Interpretin war sie unter dem Namen Catia Constantin-Carvalho an der Filmmusik zu Francis Vebers Spielfilm Jaguar (1996) und weiteren Filmen beteiligt.
1997 nahm sie ihr erstes Album auf, Estrêla do Sultão. Im Jahr 2000 erschien das Album Saudades de Paris in Japan; es folgten La vie en rose (2004, das auch in Europa veröffentlicht wurde), sowie Naturalmente (2006), Catia canta Jobim (2007) und 2009 Obrigado Brasil (NDA). Das Album Primavera entstand in Zusammenarbeit mit Vincent Bidal, dann 2011 Best of Catia. Nachdem das Album Bossa Catia nur für den japanischen Markt bestimmt war, folgte 2014 in Frankreich Tudo Bem. 2017 erschien das Album Jongando, das dem traditionellen brasilianischen Jongo, einem der Vorläufer des Samba, verpflichtet ist.